# Naatlo mayzana
Espèce
Naatlo mayzana est une espèce d'araignées aranéomorphes de la famille des Theridiosomatidae.

## Distribution
Cette espèce est endémique de la province de Cotopaxi en Équateur,. Elle se rencontre vers San Francisco de las Pampas et dans la réserve biologique d'Otonga.

## Description
Le mâle holotype mesure 1,4 mm.

## Publication originale
- Dupérré & Tapia, 2017 : On some minuscule spiders (Araneae: Theridiosomatidae, Symphytognathidae) from the Chocó region of Ecuador with the description of ten new species. Zootaxa, no 4341(3), p. 375-399.